# Национальная республиканская партия (Коста-Рика)
Национальная республиканская партия (исп. Partido Republicano Nacional; PRN) — бывшая политическая партия в Коста-Рике, основанная в 1901 году.

## История
В 1901 году под руководством Максимо Фернандеса Альварадо была основана партия с либеральной тенденцией, известная как Республиканская партия. Её кандидатом трижды был сам Фернандес. Кандидат от партии Рикардо Хименес Ореамуно был избран президентом в 1910 году. Неизбранным членом партии был Альфредо Гонсалес Флорес, который стал единственным президентом Коста-Рики, назначенным Конгрессом.
После трёхкратного избрания Хименеса партия также добилась избрания Леона Кортеса Кастро в 1936 году, Рафаэля Анхеля Кальдерона Гуардиа в 1940 году и Теодоро Пикадо Михальски в 1944 году, став доминирующей партией. Во время руководства Кальдерона партия идеологически сместилась к христианской демократии и христианскому социализму, проведя одни из первых социальных реформ в стране в союзе с Коммунистической партией. Однако после этого партия стала критиковаться за коррупцию, авторитаризм и мошенничество при голосовании на выборах 1948 года, на которых Конгресс, в котором доминировали республиканцы, отменил результаты выборов, потому что его кандидат Кальдерон, по-видимому, проиграл из-за гражданской войны 1948 года. После этого партия была временно запрещена, а её лидеры Кальдерон и Пикадо отправлены в изгнание. Партия по-прежнему оставалась влиятельной в политической системе после восстановления демократии, но смогла прийти к власти только в коалиции с либеральными силами, когда партия поддержала успешные кандидатуры Марио Эчанди и Хосе Хоакина Трехоса в рамках союзов с другими партиями, в конечном итоге исчезнув.

## Последующие события
После смерти Кальдерона Гуардиа в 1970 году его сын Рафаэль Анхель Кальдерон Фурнье основал Республиканскую кальдеронистскую партию, которую обычно считают главным наследником Национальной республиканской партии. В 1983 году Республиканская кальдеронистская партия объединилась с Партией народного союза, Демократической партией обновления и Демократической партией Кристиана Коста-Рики и сформировала Партию социал-христианского единства.
В 2014 году сын Кальдерона Гуардиа Рафаэль Анхель Кальдерон Фурнье основал новую Социал-христианскую республиканскую партию, использующую традиционные цвета и флаг Национальной республиканской партии.